# Белармино Томас
Белармино Томас Алварес (на испански: Belarmino Tomás Álvarez) е испански социалистически политик.

## Биография
Секретар на Sindicato Minero Asturiano (местния клон на въглищните миньори на Общ съюз на трудещите се, UGT) и делегат в Международната федерация на миньорите. Като виден организатор на труда, Томас ръководи милиции, сформирани от работници по време на „Революцията на Астурия“ от октомври 1934 г., като е президент на новата революционна държава (5 – 15 октомври). Той е революционер не само срещу дясното правителство, но и срещу Втората испанска република. Впоследствие участва в изборите през 1936 г. като кандидат на Народния фронт, като е избран за депутат с изборната победа на Фронта.
Когато избухва Гражданската война в Испания, Белармино Томас ръководи миньорските милиции, атакуващи Овиедо (държан от силите на Антонио Аранда). В Хихон на 20 октомври – денят, в който градът е превзет от галисийските бунтовнически сили, Томас заминава за републиканската зона и започва Comisario General del Aire (генерален комисар на военновъздушните сили). Заминава в изгнание, когато Втората република е победена в началото на 1939 г.